# Michael Kretschmer
Michael Kretschmer, né le 7 mai 1975 à Görlitz, est un homme politique allemand membre de l'Union chrétienne-démocrate d'Allemagne (CDU).
Militant de la CDU dès 14 ans, il est élu en 1994 conseiller municipal de sa ville natale et devient en 1995 trésorier de la Junge Union de Saxe pour six ans.
Il est élu en 2002 député fédéral au Bundestag au scrutin de circonscription et achève en parallèle une formation d'ingénieur. Il est désigné secrétaire général de la CDU de Saxe en 2005, puis vice-président du groupe CDU/CSU au Bundestag quatre ans après. Il est battu aux élections fédérales de septembre 2017 par le candidat de l'AfD.
Après avoir été choisi comme le successeur de Stanislaw Tillich, au pouvoir depuis mai 2008, Michael Kretschmer est investi le 13 décembre 2017 ministre-président de Saxe et prend la tête d'une « grande coalition ». Après les élections de 2019, il dirige une coalition noire-rouge-verte.

## Biographie

### Jeunesse
Il adhère en 1989 à la Junge Union (JU), l'organisation de jeunesse de l'Union chrétienne-démocrate d'Allemagne (CDU). Deux ans après, il passe avec succès son certificat général de l'enseignement secondaire à Görlitz et entame une formation d'ingénieur en électronique.

### Ascension
Il entre en 1993 au comité directeur régional de la JU de Saxe, avant d'être élu en 1994 membre du conseil municipal de Görlitz et vice-président de la CDU de la ville. Nommé l'année suivante trésorier régional de la JU, il achève en parallèle sa formation professionnelle.
Il s'inscrit en 1998 à la haute école de technologie et d'économie de l'université technique de Dresde et suit alors un cursus de génie de l'entreprise. Il quitte son mandat municipal en 1999, ses fonctions à la CDU de Görlitz l'année qui suit, et son poste de trésorier régional des jeunes du parti en 2001. Il achève ses études avec un diplôme d'ingénieur un an plus tard.

### Député au Bundestag
Aux élections législatives fédérales du 22 septembre 2002, il est élu avec 40,6 % des voix député fédéral de Saxe au Bundestag dans la 157e circonscription « Löbau-Zittau – Görlitz – Niesky ». Ayant quitté en 2002 le comité directeur de la JU du Land, il intègre celui du parti l'année d'après. Il est désigné le 23 avril 2005 secrétaire général de la CDU de Saxe par Georg Milbradt, à 29 ans.
Lors des élections anticipées du 18 septembre 2005, il est réélu avec 38,5 %. En 2008, Stanislaw Tillich le confirme comme secrétaire général régional du parti. Gagnant un troisième mandat au cours du scrutin du 27 septembre 2009 dans la 158e circonscription « Görlitz » avec 42,4 % des suffrages, il est choisi pour être vice-président du groupe CDU/CSU au Bundestag. Il est maintenu dans ses fonctions après avoir été réélu aux élections du 22 septembre 2013 avec 49,6 % des voix dans la 157e circonscription « Görlitz ».
Candidat à un cinquième mandat parlementaire lors des élections législatives fédérales du 24 septembre 2017, il est battu d'un point par le candidat de l'AfD Tino Chrupalla, qui l'emporte avec 32,4 % des voix.

### Ministre-président de Saxe
Stanislaw Tillich, à la tête du Land depuis 2008, annonce le 18 octobre 2017 sa démission pour le mois de décembre et indique qu'il sera remplacé par Kretschmer. S'il affirme se retirer pour laisser la place à la nouvelle génération, son départ est lié à la déconvenue enregistrée par l'Union chrétienne-démocrate aux élections législatives fédérales : en étant devancée de 0,1 point par l'AfD, elle avait perdu pour la première fois depuis 1990 la place de premier parti dans le Land.
Le 13 décembre 2017, Michael Krestchmer est investi ministre-président de Saxe à 42 ans par le Landtag, par 69 voix favorables. Il forme alors un cabinet de dix ministres et confirme la « grande coalition » entre la CDU et le SPD.
À la suite des élections régionales du 1er septembre 2019, au cours desquelles la CDU confirme sa position de premier parti du Land devant l'AfD, il annonce le 21 octobre l'ouverture de négociation de coalition avec le SPD et les Grünen en vue de former d'ici la fin de l'année une « coalition kényane ». Le 20 décembre suivant, il est ainsi réélu ministre-président en obtenant 61 voix contre 57, mais 5 députés de la coalition votent contre lui.
Lors des élections régionales du 1er septembre 2024, la CDU devance l'AfD de justesse mais Michael Kretschmer ne peut rééditer sa coalition « kényane ». Après avoir échoué à former une coalition « de la mûre » avec le SPD et l'Alliance Sahra Wagenknecht - Pour la raison et la justice (BSW), il met sur pied une grande coalition minoritaire le 3 décembre. Il est réélu ministre-président pour un troisième mandat le 18 décembre par le Landtag au second tour, par 69 voix favorables.